# جائزة هولندا الكبرى 1965
جائزة هولندا الكبرى 1965 هو سباق فورمولا 1 أقيم بتاريخ 18 يوليو 1965 في حلبة بارك زانتفورت، هولندا. كان السادس من أصل 10 في بطولة العالم لسباقات الفورمولا واحد موسم 1965. حلّ البريطاني جيم كلارك أولا بينما جاء البريطاني جاكي ستيورات في المركز الثاني وحصل على المركز الثالث الأمريكي دان جورني.